# Jimmy Panetta

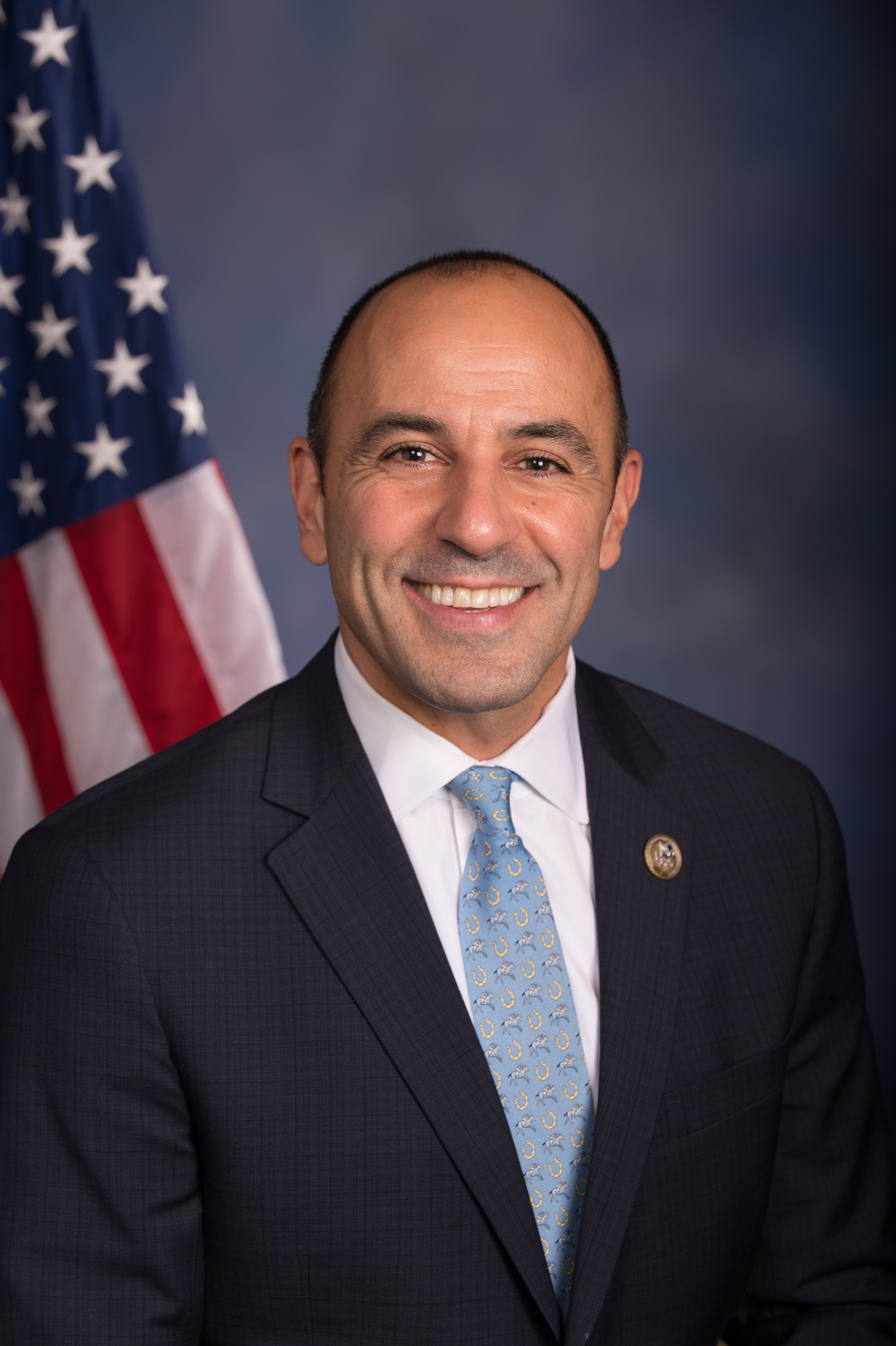
Jimmy Panetta

James Varni „Jimmy“ Panetta (* 1. Oktober 1969 in Washington, D.C.) ist ein US-amerikanischer Politiker. Vom 3. Januar 2017 bis Januar 2023 vertrat er den 20. Sitz des Bundesstaats Kalifornien im US-Repräsentantenhaus und seit 2023 den 19. Kongresswahlbezirk.

## Privatleben
James Panetta ist der jüngste Sohn des ehemaligen US-Verteidigungsministers Leon Panetta. Zwischen 1987 und 1989 absolvierte er das Monterey Peninsula College und schloss mit einem Associate of Arts (Associate Degree) ab, anschließend studierte er von 1989 bis 1991 an der University of California, Davis auswärtige Beziehungen mit einem Bachelor of Arts beendete. Nach einem anschließenden Jurastudium an der Law School der Santa Clara University, das er als Juris Doctor (J.D.) abschloss, wurde er 1996 als Rechtsanwalt zugelassen. Zwischen 1996 und 2010 war er stellvertretender Bezirksstaatsanwalt im Alameda County. Seit 2010 bekleidete er das gleiche Amt im Monterey County. Unterbrochen wurden diese Tätigkeiten durch seine aktive Militärzeit in der Reserve der United States Navy, wo er zwischen 2007 und 2008 als Nachrichtenoffizier in Afghanistan eingesetzt war. In seiner Heimat ist er Mitglied zahlreicher Organisationen und Vereinigungen.

## Politik
Politisch schloss sich Jimmy Panetta wie sein Vater der Demokratischen Partei an. Seit 2011 ist er stellvertretender Vorsitzender der Demokraten im Monterey County. Bei den Kongresswahlen des Jahres 2016 wurde er im 20. Wahlbezirk von Kalifornien gegen den Republikaner Casey Lucius in das US-Repräsentantenhaus in Washington, D.C. gewählt, wo er am 3. Januar 2017 die Nachfolge von Samuel Sharon Farr antrat, der 2016 nach 23 Jahren im nicht mehr für den Kongress kandidiert hatte. Er gewann die Wiederwahl 2020 ebenfalls. Die Primary (Vorwahl) seiner Partei, nunmehr für den 19. Wahlbezirk, am 7. Juni 2022 konnte er ebenfalls gewinnen und trat damit am 8. November 2022 gegen Jeff Gorman von der Republikanischen Partei an. Die Stichwahl im November 2022 entschied Panetta mit 68,7 % für sich. Bei den Vorwahlen zur Kongresswahl zwei Jahre später qualifizierten sich Panetta (65 %) und der Republikaner Jason Anderson (28,6 %) für die Wahl im November 2024. In der Hauptwahl erhielt Panetta 69,3 % der Stimmen im 19. Kongresswahlbezirk. Seine aktuelle Legislaturperiode im Repräsentantenhaus des 119. Kongresses läuft bis zum 3. Januar 2027.

### Ausschüsse
Er ist aktuell Mitglied in folgenden Ausschüssen des Repräsentantenhauses:
- Committee on Agriculture
  - Biotechnology, Horticulture, and Research
  - Conservation and Forestry
  - Nutrition, Oversight, and Department Operations
- Committee on Armed
  - Intelligence and Special Operations
  - Strategic Forces
- Committee on Ways and Means
  - Trade
  - Worker and Family Support